# Amable Audin
Amable Audin (1899-1990) foi um arqueólogo francês, especialista no mundo galo-romano em Lugduno (Lyon).

## Biografia
É membro de uma antiga família de humanistas de Lyon. Apaixonado pela arqueologia desde a sua juventude, faz as suas primeiras escavações com vinte anos.
A partir de 1952 assegura a direção das escavações do sítio arqueológico romano de Fourvière na antiga vila romana Lugduno (Lyon) e enriquece o antigo património de três monumentos: o Odéon, o teatro e o templo de Cibela.
Convence o presidente de câmara Louis Pradel na necessidade de construir um museu em Lyon sobre a civilização galo-romana. Em 1975 esse museu viu a luz do dia sob o nome de museu galo-romano de Fourvière.
Amable foi membro da Académie des sciences belles-lettres et arts de Lyon.

## Obras
- Essai sur la topographie de Lugdunum, Lyon, Institut des études rhodaniennes de l’université de Lyon, (em Revue de géographie de Lyon, Mémoires et Documents, 11), 1956, 175 p. (3ª edição em 1964)
- Lyon, miroir de Rome dans les Gaules, edições Résurrection du passé, Fayard, 1965
- Le bifrons à l'argiletum, Lyon, 1971
- La conspiration lyonnaise de 1790 et le drame de Poleymieux, edições lyonnaises d'art et d'histoire, 1984